# 테스 (기업)
주식회사 테스(TES)는 대한민국의 반도체 전공정 장비 기업이다.

## 사업
선단 공정용 장비를 공급하며
PECVD 장비를 주력으로 OLED 및 LED 공정용 장비 개발로 사업 영역을 확대하고 있다.